# 119ª Brigata di difesa territoriale
La 119ª Brigata autonoma di difesa territoriale (in ucraino 119-та окрема бригада територіальної оборони?, 119-ta okrema bryhada terytorial'noї oborony, unità militare А7047) è la principale unità delle Forze di difesa territoriale dell'Ucraina dell'oblast' di Černihiv, subordinata al Comando operativo "Nord" delle Forze terrestri.

## Storia
Il 1 giugno 2018 il commissario militare regionale Oleksandr Kryvoručko ha annunciato la creazione della brigata, costituita ufficialmente il 29 marzo precedente. Fra il 13 e il 27 giugno si sono svolte le prime esercitazioni, coinvolgendo circa 3700 riservisti.
L'unità è stata mobilitata in seguito all'invasione russa dell'Ucraina del 2022, cooperando con le unità dell'esercito regolare, in particolare la 1ª Brigata corazzata e la 58ª Brigata motorizzata, per la difesa dell'area di Černihiv fino al completo ritiro delle forze russe dall'Ucraina settentrionale in seguito al fallimento dell'offensiva su Kiev. Il 27 agosto 2022 ha ricevuto la bandiera di guerra da parte del comandante in capo delle Forze armate ucraine Valerij Zalužnyj.
Un soldato del 163º Battaglione della brigata, Oleksandr Macijevs'kyj, è diventato un simbolo della resistenza ucraina dopo la pubblicazione di un video in cui, dopo essere stato fatto prigioniero dai russi durante la battaglia di Bachmut, pronuncia il saluto nazionale "Slava Ukraïni!" e viene conseguentemente fucilato. Le immagini della sua brutale esecuzione, registrate il 30 dicembre 2022 ma pubblicate oltre due mesi dopo, hanno fatto il giro del mondo, e il 12 marzo 2023 il presidente ucraino Zelens'kyj ha annunciato di aver insignito il militare del titolo di Eroe dell'Ucraina, la massima onorificenza del paese.

## Struttura
- Comando di brigata[8]
- 162º Battaglione di difesa territoriale (Sedniv, unità militare А7328)[9]
- 163º Battaglione di difesa territoriale (Nižyn, unità militare А7329)[10]
- 164º Battaglione di difesa territoriale (Pryluky, unità militare А7330)[11]
- 165º Battaglione di difesa territoriale (Novhorod-Sivers'kyj, unità militare А7331)[12]
- 166º Battaglione di difesa territoriale (Ripky, unità militare А7332)[13]
- 167º Battaglione di difesa territoriale (Mena, unità militare А7333)[14]
- Unità di supporto

## Comandanti
- Colonnello Oleksij Vysoc'kyj (2018 - 2023)[15]
- Colonnello Bohdan Maškovs'kyj (2023 - 2024)[16]
- Colonnello Elmaddin Mamedov (2024 - in carica)[17]